# Teatr Palace
Teatr Palace – teatr działający w Białymstoku w latach 1912–1939. Mieścił się za pałacykiem gościnnym Branickich przy ul. Kilińskiego 6.

## Opis
Poza organizacją przedstawień budynek służył jako sala na 900 miejsc wynajmowana do koncertów, odczytów, balów, maskarad i wydarzeń sportowych (walk bokserskich). W teatrze grano wiele sztuk w języku jidysz. Występowały w niej warszawskie zespoły Operetki Żydowskiej i Teatru Żydowskiego. W salach gościli m.in. rosyjski pisarz Ilja Erenburg i poeta Julian Tuwim.
W teatrze Palace Nahum Zemach zorganizował żydowski teatr Habima, który dał początek Żydowskiemu Teatrowi Narodowemu w Tel Awiwie. Habima zakończyła działalność w Białymstoku wraz z wybuchem I wojny światowej. Po wojnie teatr reaktywowano w Moskwie i Tel Awiwie. 
Budynek Teatru Palace jest jednym z punktów otwartego w czerwcu 2008 r. Szlaku Dziedzictwa Żydowskiego w Białymstoku opracowanego przez grupę doktorantów i studentów UwB – wolontariuszy Fundacji Uniwersytetu w Białymstoku.